# Tây Môn Đình
Tây Môn Đình (tiếng Trung: 西門町; bính âm: Xīméndīng; Wade–Giles: Hsi-men-ting; Bạch thoại tự: Se-mn̂g-teng; Romaji: Seimon-chō ( Seimon-chō); đôi khi là: Tây Môn Đinh) là một khu phố và khu mua sắm ở quận Vạn Hoa, Đài Bắc, Đài Loan. Đây là khu vực dành cho người đi bộ đầu tiên ở Đài Loan.

## Tổng quan
Tây Môn Đình đã được gọi là "Harajuku của Đài Bắc" và "Shibuya của Đài Bắc". Tây Môn Đình là nguồn gốc của thời trang, văn hóa nhóm và văn hóa Nhật Bản ở Đài Loan. Tây Môn Đình có một loạt các câu lạc bộ và quán rượu trong khu vực xung quanh. Khu vực này nằm ở phía đông bắc của quận Vạn Hoa ở Đài Bắc và đây cũng là quận tiêu dùng quan trọng nhất ở trong các quận phía tây của Đài Bắc. Khu vực dành cho người đi bộ Tây Môn Đình nổi tiếng là khu vực dành cho người đi bộ đầu tiên được xây dựng tại Đài Bắc và là khu vực lớn nhất ở Đài Loan.

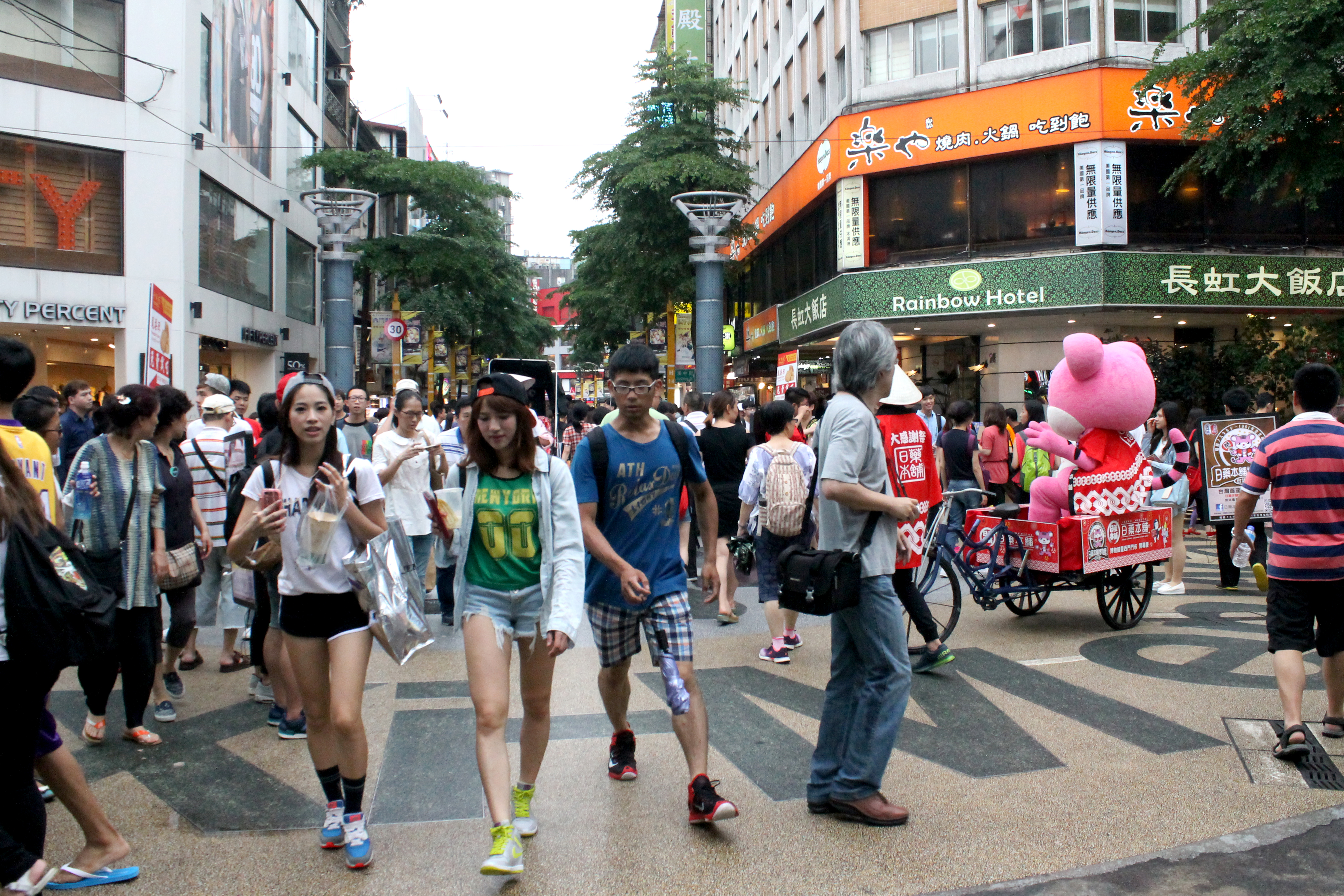
Tây Môn Đình là khu mua sắm nổi tiếng dành cho giới trẻ.

### Nhà hát đường phố

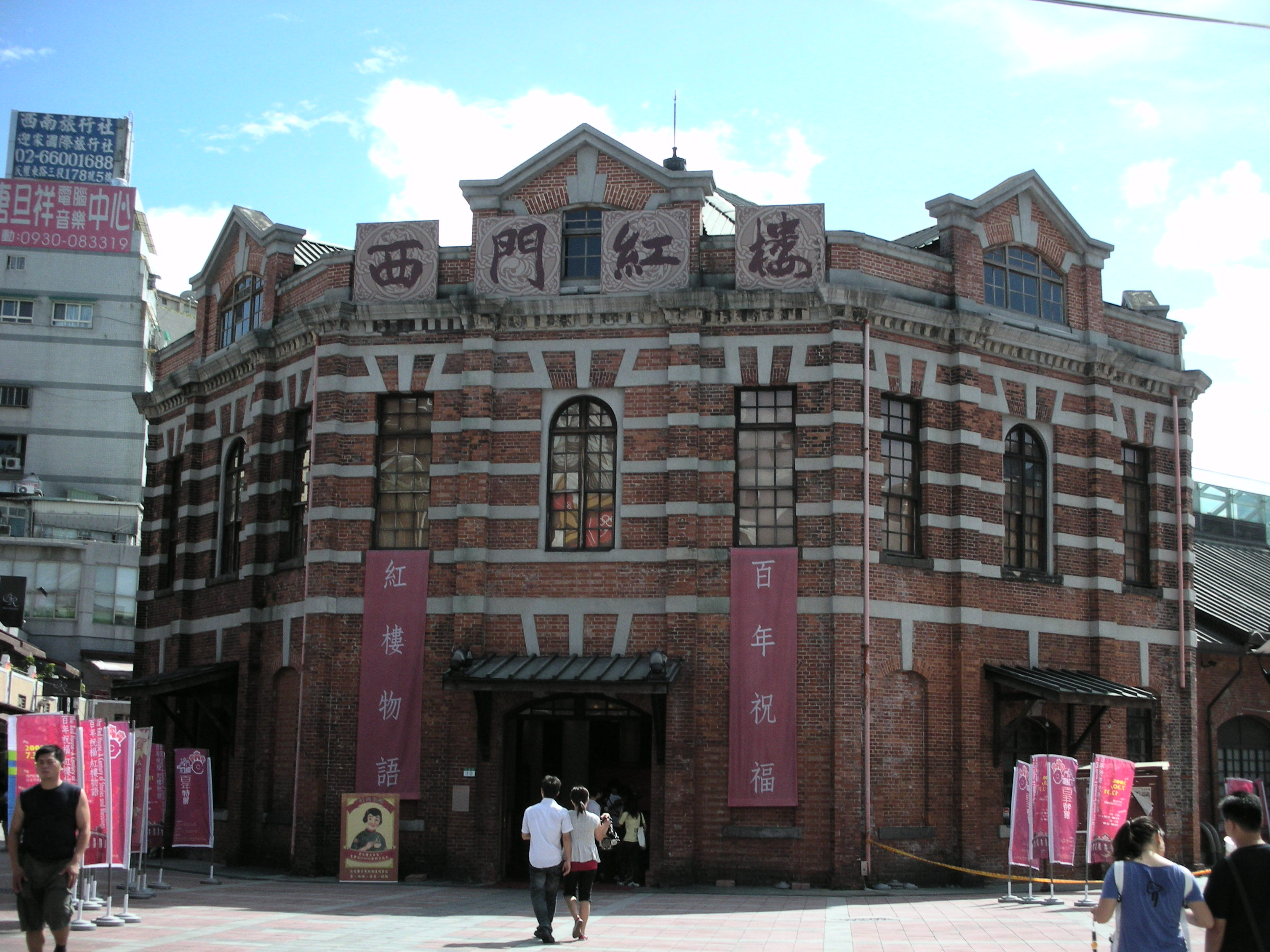
Hồng lâu kịch tràng lịch sử ở Tây Môn Đình

## Lối vào
Bởi vì nhiều tuyến xe buýt tập trung trên đường Trung Hoa, Tây Môn Đình cũng là một khu vực quan trọng để chuyển xe buýt. Tây Môn Đình cũng có thể đi vào thông qua lối ra 6 của hệ thống đường sắt đô thị Đài Bắc ở ga Tây Môn (tuyến Bản Nam và tuyến Tùng Sơn-Tân Điếm).

## Lịch sử

### Tên gọi
Khu vực dành cho người đi bộ Tây Môn Đình được đặt theo tên của bộ phận hành chính Seimon-chō (西門町) tồn tại trong thời kỳ cai trị của Nhật Bản, đề cập đến một khu vực bên ngoài cổng phía tây của thành phố. Khu vực Seimon-chō bao gồm đường Thành Đô hiện đại (成都路), Tây Ninh nam lộ (西寧南路), đường Côn Minh (昆明街), và Khang Định lộ (康定路). Tuy nhiên ngày nay, khu vực dành cho người đi bộ Tây Môn Đình không chỉ bao gồm Seimon-chō mà còn bao gồm Wakatake-chō (若竹町) và Shinki-chō (新起町). Cách đánh vần lịch sử của khu vực này là Hsimenting, dựa trên phiên bản Wade-Giles của tiếng Trung Quốc. Việc sử dụng ký tự chō (町) là không phù hợp trong ngữ pháp Trung Quốc: nó biểu thị một chō (một phần của một quận) trong hệ thống đô thị của Nhật Bản.

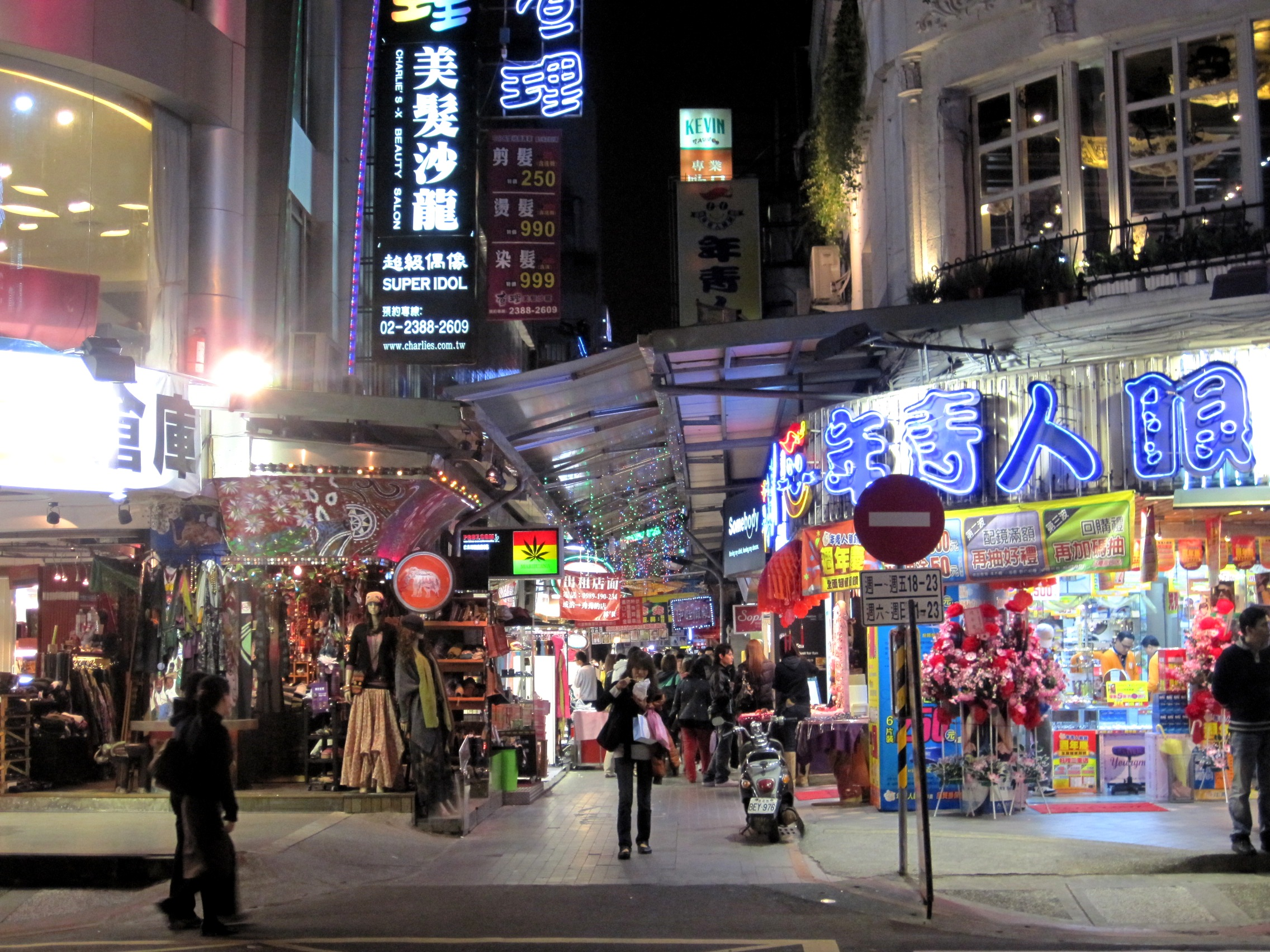
Tây Môn Đình bên hẻm vào ban đêm.